# 御台所
御台所是日本史上，對大臣和將軍正室的稱呼，或稱為御台盤所。鎌倉幕府的初代将軍源頼朝妻北条政子開始以「御台所」稱呼，以降歴代幕府將軍正室皆以此稱呼。江戶時代，此一稱呼專指德川幕府將軍的正室。

## 台盤
御台盤所中的「台盤」是指長方形邊緣四足而立的台狀食桌，用以擺放膳食，一桌台盤只能限單人使用。在過去，「台盤」只有在上流社會的貴族府邸和宮殿裡使用，而「台盤所」在字面上的意思是指放置「台盤」的地方，通常是用來烹調、配膳的廚房。
這是現今廚房（日文：台所）的詞源所在。爾後在日本宮廷中對「台盤所」的語意復有進一步轉變，成為清涼殿內宮女「女房」住居的代稱。

## 概要
直至平安時代中期，三位以上的公卿正室被稱為「北政所」。然而隨著時代變遷，「北政所」成為一個透過宣旨獲贈的形式化稱號，限用於攝政或關白的正室夫人。
其後三位以上的公卿大臣或大將的正室夫人開始使用其他稱謂即所謂「御台盤所」，簡稱台盤所（だいばん どころ）或御台（みだい），於院政時代以來的文獻上均有記載。例如藤原師實正室源麗子於師實擔任公卿大臣期間（内大臣→左近衛大将→右大臣→左大臣）被稱為「大盤所」（御台盤所）。承保2年（1075年） 師實獲任命為關白後被稱為「北之政所」（北政所），由此可見御台盤所與北政所的稱謂名銜存在明顯不同。
成書於鎌倉時代的《平家物語》第1卷，有一描述「入道相國」平清盛子女的章節，該章節在介紹清盛諸女的時候，名位標示皆有顯著不同。
一人は……花山院の左大臣殿の御台盤所にならせ給ひて……
一人は后に立たせ給ふ……
一人は六條の攝政殿の北政所にならせ給ふ……
一人は普賢寺殿の北政所にならせ給ふ。
一人は冷泉大納言隆房卿の北方。
一人は七條修理大夫信隆卿に相具し給へり。
 — 『平家物語』巻一、五「吾身榮花」
其中「花山院の左大臣殿の御台盤所」乃指時任左大臣藤原兼雅正室即平清盛次女。以「后」為名銜的為高倉天皇的中宮暨安德天皇的生母、平清盛三女平德子。「六条の摂政殿の北政所」為攝政關白藤原基實正室即平清盛四女平盛子、「普賢寺殿の北政所」為攝政關白近衛基通正室即平清盛六女平完子。而「冷泉大納言隆房卿の北方」為時任權大納言藤原隆房正室即平清盛五女。雖然隆房以貴為後白河院之院近臣而聞名，但他既非大臣亦非將軍也非攝政關白，所以其正室夫人被標示為“北方”。最後的「七条修理大夫信隆卿に相具し給へり」是指時任修理大夫藤原信隆之妻（側室）即平清盛長女，由於信隆的正室另有他人以致平氏長女無法被稱為「北方」、而以「相具す｣（已婚的）作為標示。

## 御台所的地位
御台所在名義上是大奧女性中身份最高者。德川將軍家的御台所自3代將軍正室鷹司孝子起，多從五攝家（一條、二條、九條、近衛和鷹司）或皇室迎入，作為朝廷與幕府之間信任的默認。即使是武家出身的御台所，也必須以五攝家養女身份方可輿入大奧（如第13代將軍繼室近衛篤子）。不過，大奧的實權掌握在御年寄（大奧總取締）、誕下繼承人的側室和將軍生母手中（二代将军秀忠之妻浅井江是唯一生下继承人的御台所），御台所的存在聊備一格，甚至被稱「將軍家的擺設」。
若將軍比御台所本人早逝，御台所也須和側室們一同落飾，但只有御台所本人可以繼續留在大奧中居住，甚至以其影響力參與幕府政事。另外，為避免與繼任將軍之御台所在稱呼上發生混淆，前任御台所會被尊稱為大御台所，在大奧及朝野地位上亦較為特殊，時任將軍亦要尊重其身份。

## 在大奧的生活
德川將軍家御台所的住處是在大奧「御殿向」北西側一室被稱為「松御殿」或「新御殿」的地方。在大奧日常生活中，需要御台所自己做的事情只有進餐。其他事項像如廁、更衣等都由女中（侍女）服侍。御台所的每一餐之中，每道菜都做成10份，其中1份會由台所役人員試毒。試毒後若無異常，飯菜會送到御膳所進行第2次試毒。之後剩下的8份會正式供御台所食用，但御台所每道菜不會夾多於兩筷。御台所一天更換5次衣服，分別是在沐浴後、早飯前、朝禮前、午飯、傍晚、睡前。

## 室町幕府御台所一覽
| 姓名（含別名、法號等）   | 夫                   | 婚前身分         |
| ------------------------ | -------------------- | ---------------- |
| 赤橋登子（登真院）       | 初代足利尊氏         | 赤橋久時女       |
| 澀川幸子（香厳院）       | 2代足利義詮          | 澀川義季女       |
| 日野業子（定心院）       | 3代足利義滿          | 日野時光女       |
| 日野康子（北山院）       | 3代足利義滿（繼室）  | 日野資康女       |
| 日野榮子（慈受院）       | 4代足利義持          | 日野資康女       |
| 日野宗子（観智院）       | 6代足利義教          | 日野重光女       |
| 正親町三条尹子（瑞春院） | 6代足利義教（繼室）  | 正親町三条公雅女 |
| 日野富子（妙善院）       | 8代足利義政          | 日野重政女       |
| 日野勝光女（祥雲院）     | 9代足利義尚          | 日野勝光女       |
| 細川成之女（清雲院）     | 10代足利義稙         | 細川成之女       |
| 日野阿子（安養院）       | 11代足利義澄         | 日野永俊女       |
| 六角高頼女（武衛娘）     | 11代足利義澄（繼室） | 六角高頼女       |
| 近衛尚通女（慶寿院）     | 12代足利義晴         | 近衛尚通女       |
| 近衛稙家女（大陽院）     | 13代足利義輝         | 近衛稙家女       |

以粗體字表示者為將軍生母，其中5代將軍足利義量、7代將軍足利義勝、14代將軍足利義榮和15代將軍足利義昭任上未有冊立正室夫人，御台所之位因而懸缺。

## 江戶幕府御台所一覽
| 姓名（含別名、法號等）         | 夫                                | 婚前身份                               |
| ------------------------------ | --------------------------------- | -------------------------------------- |
| 築山殿                         | 初代德川家康                      | 關口親永女                             |
| 朝日姬（南明院）               | 初代德川家康（繼室）              | 竹阿彌女、豐臣秀吉妹                   |
| 小姬                           | 2代德川秀忠                       | 織田信雄女、豐臣秀吉養女               |
| 淺井達子（小督、江與、崇源院） | 2代德川秀忠（繼室）               | 浅井長政女、豐臣秀吉養女               |
| 鷹司孝子（本理院）             | 3代德川家光                       | 鷹司信房女                             |
| 淺宮顯子女王（高嚴院）         | 4代德川家綱                       | 貞清親王王女                           |
| 鷹司信子（淨光院）             | 5代德川綱吉                       | 鷹司教平女                             |
| 近衛熙子（天英院）             | 6代德川家宣                       | 近衛基熙女                             |
| 八十宮吉子內親王（浄琳院宮）   | 7代德川家繼（家繼夭折後解除婚約） | 靈元天皇皇女                           |
| 真宮理子女王（寬德院）         | 8代德川吉宗                       | 貞致親王王女                           |
| 比宮增子女王（証明院）         | 9代德川家重                       | 邦永親王王女                           |
| 五十宮倫子女王（心觀院）       | 10代德川家治                      | 直仁親王王女                           |
| 近衛寔子（廣大院）             | 11代德川家齊                      | 島津重豪女、近衛經熙養女               |
| 樂宮喬子女王（淨觀院）         | 12代德川家慶                      | 織仁親王王女                           |
| 鷹司任子（天親院）             | 13代德川家定                      | 鷹司政熙女、鷹司政通養女               |
| 一条秀子（澄心院）             | 13代德川家定（繼室）              | 一条忠良女                             |
| 近衛篤子（篤姫、天璋院）       | 13代德川家定（繼室）              | 島津忠剛女、島津齊彬養女、近衛忠熙養女 |
| 和宮親子內親王（靜寬院宮）     | 14代德川家茂                      | 仁孝天皇皇女 、孝明天皇妹              |
| 一條美賀子（貞肅院）           | 15代德川慶喜                      | 今出川公久女、一条忠香養女             |

以粗體字表示者為將軍生母，以斜體字表示者為未有實際擔任過御台所的將軍正室。

## 相關項目
- 將軍家（日语：将軍家）
  - 源氏將軍
  - 攝家將軍
  - 宮將軍
  - 足利將軍家
  - 德川將軍家
- 大奧（德川將軍家後宮）
- 北政所
- 御簾中